# Ральф Рікерманн
Ральф Рікерманн (нім. Ralph Rieckermann) — німецький басист, клавішник, філософ. Екс-басист рок-гурту Scorpions.
Грав разом з гуртами: Prince, Pink Floyd, Genesis, Gino Vanelli. Любить займатися спортом, вивчати філософію та грати з друзями у гаражі пісні різних гуртів.